# Thomas Bracken

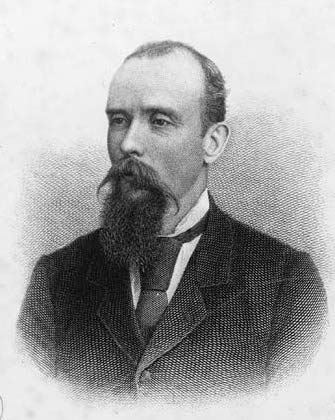
Thomas Bracken

Thomas Bracken (~ am 30. Dezember 1841 in Clonee, County Meath, Irland; † 16. Februar 1898 in Dunedin) war ein aus Irland stammender neuseeländischer Dichter, Journalist und Politiker, der mit dem 1876 erschienenen Gedicht God Defend New Zealand den Text der neben God Save the Queen gleichberechtigten Nationalhymne Neuseelands schrieb. Später war er zwischen 1881 und 1884 sowie von 1886 bis 1887 Mitglied des Repräsentantenhauses.

## Leben

### Herkunft, Auswanderung nach Australien und Beginn der literarischen Laufbahn
Bracken war der Sohn des Postmeisters Thomas Bracken und dessen Ehefrau Margaret Kiernan. Nachdem seine Mutter 1846 und sein Vater 1852 verstorben waren, war er bereits mit elf Jahren Waise und wurde dann ein Jahr von einer Tante aufgezogen, ehe er 1853 mit zwölf Jahren nach Australien geschickt wurde, um dort seinem Onkel John Kiernan zu helfen, einem Farmer in Moonee Ponds bei Melbourne. Dort arbeitete er ein Jahr lang und nahm dann eine Tätigkeit bei einem Apotheker in Bendigo in Victoria aufzunehmen.
Nach 18 Monaten wechselte er 1856 zu einer Farm in Colbinabbin, nordöstlich von Bendigo, wo er in den nächsten zehn Jahren zu einem erfahrenen Reiter und Schafscherer wurde. Zu dieser Zeit begann er auch seine schriftstellerische Laufbahn und veröffentlichte 1867 mit The Haunted Vale auch seinen ersten Gedichtband.

### Auswanderung nach Neuseeland, Journalist und weitere Gedichtbände
Nach mehr als 15 Jahren in Australien wanderte Bracken Anfang 1869 nach Neuseeland aus und ließ sich in Dunedin nieder. Dort arbeitete er kurzzeitig als Wärter im Stadtgefängnis, wurde aber bald Journalist beim Otago Guardian. Nach seiner Ankunft in Dunedin setzte er seine in Victoria begonnene dichterische Tätigkeit fort und veröffentlichte zeitlebens Werke sowohl in Neuseeland und Australien als auch zeitweilig in England. Der Titel seiner ersten in Neuseeland erschienenen Anthologie Behind the Tomb (1871) bezog sich auf seine Autorenschaft der mit dem Preis der Otago Caledonian Society 1869 und 1871 ausgezeichneten Gedichte. Er nutzte sowohl das Pseudonym „Paddy Murphy“ als auch seinen eigenen Namen und errang schnell weite Bekanntheit, die durch seine nächste Gedichtsammlung Flowers of free Lands (1877) bestätigt wurde.
In den 1870er Jahren begründete er mit John Bathgate und Alexander Bathgate die Wochenzeitung The Saturday Advertiser sowie später die Wochenzeitung Time-Table sowie die Kulturzeitschrift The New Zealand Literary Miscellany, deren erste Ausgabe am 17. Juli 1875 erschien. Unter seiner Chefredaktion wurde die Zeitschrift rasch erfolgreich und erreichte eine Auflage von 7000 Exemplaren. Die Zeitschrift richtete sich an Abonnenten und stimulierte Diskussionen über politische, literarische und soziale Themen. 1879 wurde es als wöchentliche Beilage des Morning Herald herausgegeben und 1880 in The New Zealand Public Opinion, Sportsman and Saturday Advertiser umbenannt.
Unter dem Pseudonym „Didymus“ veröffentlichte er 1876 darüber hinaus Pulpit Pictures, ein Buch mit Essayauszügen von Geistlichen aus Dunedin.

### Autor vonGod Defend New Zealandund Weg zur Nationalhymne

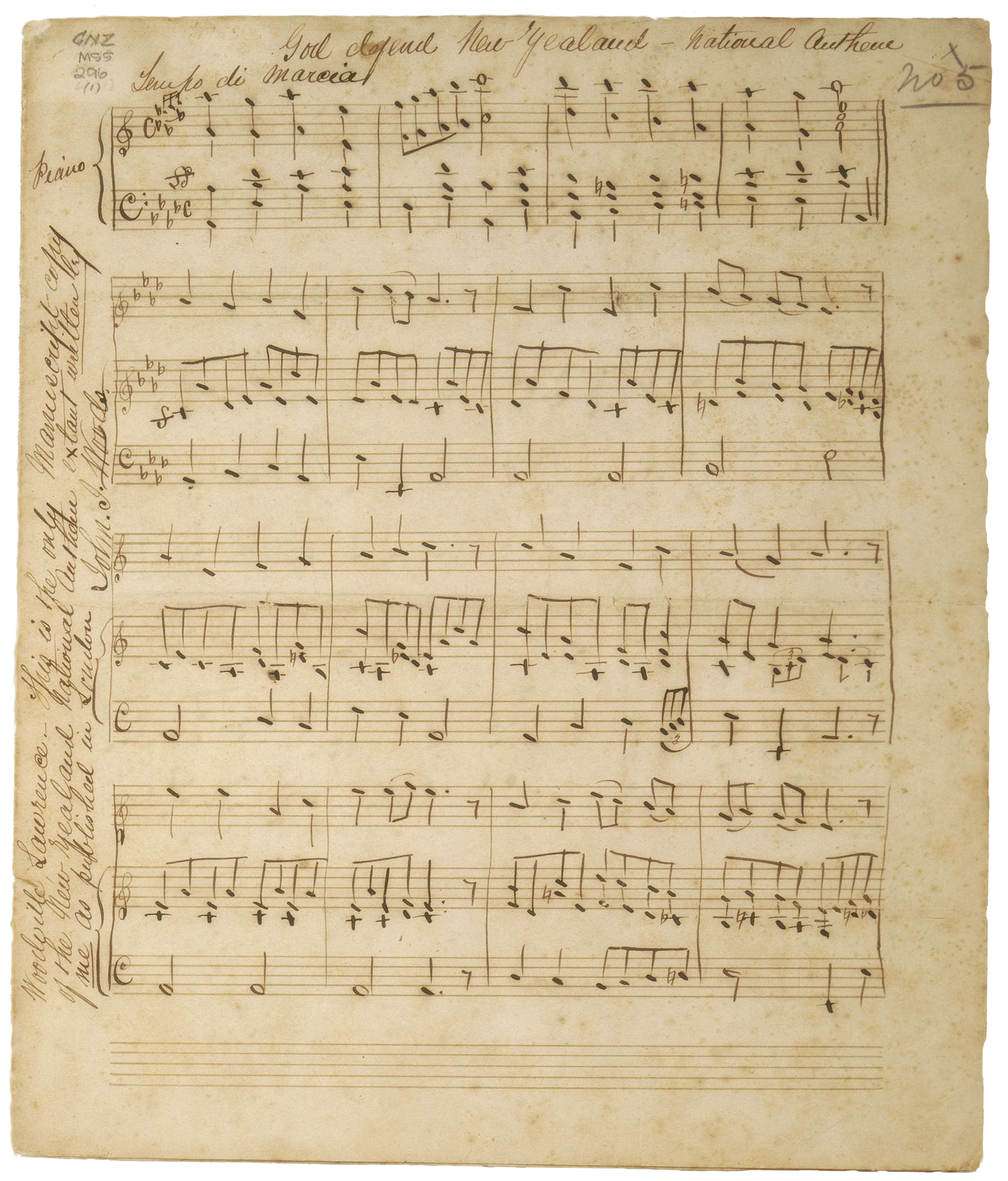
Das Original-Manuskript der von John Joseph Woods komponierten Melodie zu Brackens Gedicht God Defend New Zealand, der heute neben God Save The Queen gleichberechtigten Nationalhymne Neuseelands

Sein allerdings größter literarische Verdienst war allerdings das Gedicht God Defend New Zealand. Am 1. Juli 1876 veröffentlichte der New Zealand Saturday Advertiser die fünf Strophen unter dem Titel National Hymn und kündigte einen Wettbewerb zur Komposition einer Melodie für das Gedicht für ein Preisgeld von 10 Guinees. Die zwölf Vorschläge wurden von drei deutschen Musikern in Melbourne bewertet, die sich einstimmig für den unter dem Pseudonym „Orpheus“ von John Joseph Woods, einem Lehrer aus Lawrence, komponierten Entwurf entschieden. Die erste Darbietung erfolgte vermutlich durch ein Arrangement für die Dunedin Royal Artillery Band bei einer Parade im Dezember 1876. Die erste Präsentation des Gedichts mit der Musik erfolgte bei einem Weihnachtskonzert 1876 im Queen’s Theatre mit der Truppe von Lydia Howarde.
Am 18. September 1877 übertrug Bracken das Urheberrecht für das Gedicht auf Woods, der die Veröffentlichung und Förderung einer Ausgabe der Arbeit unternahm. Diese wurde 1878 in London gedruckt, während eine von T. H. Smith, einem in den Ruhestand getretenen Richter am Gericht für Ländereien der Ureinwohner (Native Land Court), erstellte Übersetzung in die maorische Sprache (Te Reo Māori) von George Edward Grey an Woods übergeben wurde. Bracken hatte zuvor den Text des Gedichts in seine Sammlung Flowers of the free Lands aufgenommen.
God Defend New Zealand gewann schnell die öffentliche, wenngleich nicht offizielle, Anerkennung. Auf Bitten von Woods übergab der spätere Premierminister Richard Seddon eine Kopie an Königin Victoria anlässlich von deren goldenem Thronjubiläum 1887. Beim Ausbruch des Ersten Weltkrieges übertrug Woods das Urheberrecht auf den Verlag Charles Begg and Company. In den 1930er Jahren war das Drängen von James McDermott, Chefingenieur des Ministeriums für Post und Fernmeldewesen, ausschlaggebend für die offizielle Anerkennung der Arbeit. Der Ausschuss für das 100-jährige Jubiläum (National Centennial Council) empfahl im Dezember 1938, dass die Regierung God Defend New Zealand als Nationalhymne annehmen sollte. Am 1. Mai 1940, rund 100 Jahre nach dem Vertrag von Waitangi, verkündete Innenminister William Edward Parry die Absicht der Regierung zum Erwarb der Urheberrechte am Text von Bracken und der Musik von Woods. Allerdings wurde der Arbeit erst 1977 der Status als gleichberechtigte Nationalhymne neben God Save The Queen gegeben.

### Katholik, Freidenker und Freimaurer
Obwohl Bracken einer gläubigen katholischen irischen Familie entstammte, sah er sich Glaubenszweifeln ausgesetzt und war viele Jahre Freidenker und Anhänger der Freimaurerei. Er stand in Opposition zur Einführung von Religionsunterricht an staatlichen Schulen und sah andererseits die katholische Opposition zur säkularen Erziehung als falsch beraten.
Nichtsdestotrotz kehrte seine sympathisierende Verbindung zur katholischen Kirche 1874 zurück, als Robert Andrew Loughnan, einer der Gründungsdirektoren der katholischen Wochenzeitung The New Zealand Tablet, ihn einstellte, um Anteilskäufe an der Zeitung zu leiten. Allerdings trug die Zusammensetzung des 1879 entstandenen Gedichts „Not understood“ später dazu bei, dass seine Bewerbung als Redakteur bei The New Zealand Tablet bei Patrick Francis Moran, dem Erzbischof von Sydney, erfolglos war.

### Erfolglose Kandidatur und Mitglied des Repräsentantenhauses
1879 kandidierte Bracken ohne Erfolg im Wahlkreis City of Dunedin für ein Mandat im Repräsentantenhaus. Sein Eintritt in die Politik erfolgte durch seine Unterstützung des damaligen Premierminister George Edward Grey und seine Bekanntschaft zu Robert Stout sowie seine Sorge für Benachteiligte.
1881 wurde er im Wahlkreis Dunedin Central zum Mitglied des Repräsentantenhauses gewählt, dem er bis 1884 angehörte. Seine am 26. Mai 1882 gehaltene erste Rede war eine kraftvolle Kritik am Minister für die Ureinwohner, John Bryce, und dem Gesetzentwurf für die Erhaltung des Friedens an der Westküste (West Coast Peace Preservation Bill). Er griff die Umgang der Regierung mit der Māori-Siedlung Parihaka, die Verhaftung der Häuptlinge Te Whiti und Tohu Kakahi sowie den aus seiner Sicht unehrenhaften Bruch der Vereinbarungen aus dem Vertrag von Waitangi an. Während der Legislaturperiode nahm er ferner an Debatten zu lokalen Themen teil und sprach unter anderem zum Strafvollzug, Bildung und katholische Schulen, Bodenreformen, Achtstundentag, Glücksspiel und Lotterie.

### Eheschließung und Wahlniederlage
Am 1. Februar 1883 heiratete Bracken in der St John’s Church von Roslyn, ein Stadtteil von Dunedin, Helen Hester Copley, die Tochter eines Barrister. Aus dieser Ehe ging am 17. August 1885 der Sohn Charles Copley Bracken hervor.
Mitte der 1880er Jahre beendete er seine Arbeit beim Advertiser sowie seine seit Anfang der 1880er Jahre begonnene redaktionelle Mitarbeit beim Morning Herald, nachdem diese Zeitung den damaligen Premierminister Robert Stout angegriffen hatte. 1885 wurde er zusammen mit John Bathgate jedoch Anteilseigner der Zeitung, die nun den Namen Evening Herald trug. Er behielt diesen wirtschaftlichen Anteil bis zum Verkauf der Zeitung im September 1890.
Ende 1883 reiste Bracken zusammen nach Samoa mit John Lundon, dem dortigen Repräsentanten der Auckland South Sea Island Produce Company, und wurde zu einem Verfechter der neuseeländischen Politik der Annexion. Bei den Parlamentswahlen 1884 verlor er trotz seiner Unterstützung durch die Gewerkschaft von Otago (Otago Trades and Labour Council) und die Verfassungsreformbewegung (Constitutional Reform Movement) sein Abgeordnetenmandat mit nur drei Stimmen an James Benn Bradshaw.
Er gewann auch die Unterstützung des presbyterianischen Geistlichen und Sozialreformers Rutherford Waddell, der die Einführung für Brackens 1884 erschienene Gedichtsammlung Lays of the Land of the Maori and Moa.

### Wiederwahl und erneute Mitgliedschaft im Repräsentantenhaus
Nach dem Tod von Bradshaw wurde er 1886 im Wahlkreis Dunedin Central bei einer Nachwahl wieder zum Mitglied des Repräsentantenhauses gewählt. Er sah sich dem irischen Nationalismus verpflichtet und hielt eine leidenschaftliche Rede, die dazu aufrief, die Opposition des britischen Premierminister William Ewart Gladstone gegen den Strafgesetzentwurf des House of Commons zu unterstützen, der nach Absätze enthielt, die Bracken als „Zwang der Regierung in Irland“ (‚government coercion in Ireland‘) beschrieb. Er sprach ferner kurzzeitig gegen den vom früheren Premierminister Julius Vogel eingebrachten Gesetzentwurf für ein Frauenwahlrecht (Women’s Suffrage Bill). Nach einer weniger als siebenwöchigen Sitzungsperiode schied er 1887 aus dem Repräsentantenhaus aus, nachdem er zuvor auf eine erneute Kandidatur verzichtet hatte.

### Konzentration auf seine schriftstellerische Arbeit
Anschließend konzentrierte er sich auf seine schriftstellerische Arbeit. Sein früherer politischer Unterstützer Robert Stout verfasste einen langen historischen Abriss in Ergänzung zu dem von George Edward Grey geschriebenen kurzen Vorwort zu Brackens Musings in Maoriland (1890). Als produktiver Dichter und Herausgeber trug er mit diesem Buch zu dem populären Wunsch bei, zum 50-jährigen Jubiläum des Vertrages von Waitangi eine einheimische Literatur von einigem Wert zu haben. Stout beschrieb ihn als „einen, dessen Land Australasia ist, denn er hatte in Victoria und Neuseeland gelebt. Er hilft, und hat dabei geholfen, eine nationale Literatur zu begründen.“ (‚one whose country is Australasia, for he has been reared in Victoria and New Zealand. He is helping, and has helped, to create a national literature‘). Die teure Luxusausgabe von Musings in Maoriland führte allerdings auch dazu, dass er in finanzielle Schwierigkeiten geriet, da sich das Buch nicht gut in Australien verkaufte und aufgrund der dortigen Werbetour wirtschaftliche Probleme erschienen. Diese wurden verstärkt durch den zu dieser Zeit erfolgten Verkauf von The Evening Herald.
1892 kam Dear Old Bendigo heraus, ein autobiografisch geprägtes Werk über sein Leben in Victoria. Brackens letztes Hauptwerk war eine Auswahl aus vorherigen Gedichtbänden, die 1893 unter dem Titel Lays and lyrics: God’s own country and other poems erschien.

### Tod und literarische Wirkung

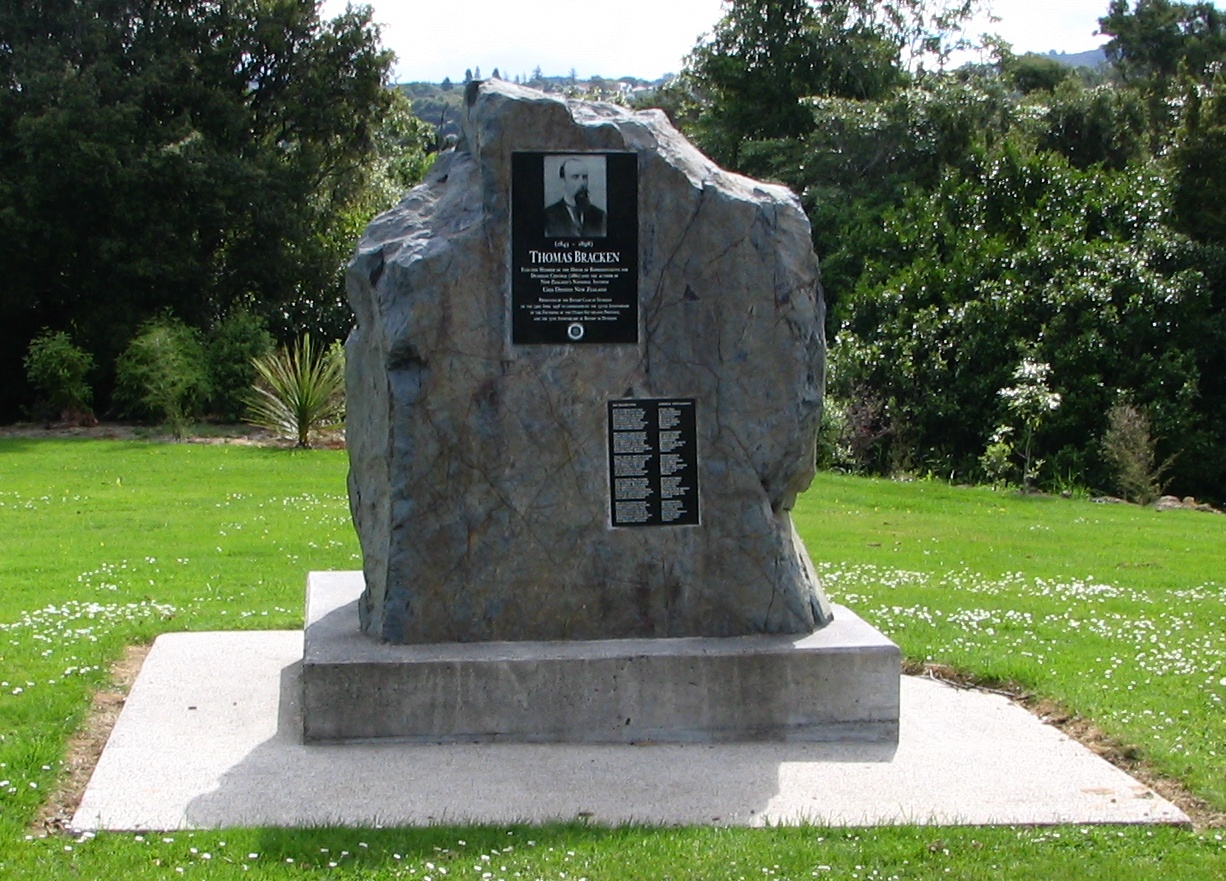
Gedenkstein für Thomas Bracken auf dem Dunedin Northern Cemetery

Zur Abmilderung der finanziellen Schwierigkeiten bot ihm Premierminister Seddon einen Posten im Ministerium für Ländereien und Inlandsteuern an, er entschied sich aber dazu im Mai 1894 eine Funktion als Angestellter im Repräsentantenhaus anzutreten, die er Ende 1895 aber aus gesundheitlichen Gründen aufgeben musste. Er gab mit Tom Bracken’s Annual 1896 und 1897 noch zwei Ausgaben mit literarischen Aufsätzen heraus und kehrte nach Dunedin zurück, wo er am 16. Februar 1898 an den Folgen eines Struma im Beisein seiner Frau und seines zwölfjährigen Sohnes verstarb. Nach seinem Tod erfolgte seine Beisetzung auf dem Dunedin Northern Cemetery.
Brackens Dichtkunst wurde zu seinen Lebzeiten und zu Beginn des 20. Jahrhunderts hochgelobt. Er und Alfred Domett war die einzigen neuseeländischen Dichter die in der 1916 erschienenen Cambridge history of English literature erwähnt wurden. Die posthum erschienene Gedichtsammlung Not understood and other poems erschien zwischen 1905 und 1928 in acht Neuauflagen sowie zuletzt in vier weiteren Neuauflagen in der Zeit von 1942 bis 1956, wobei insbesondere das Titelgedicht weltweite Bekanntheit erreichte.
Obwohl eine Sammlung, Ballads, 1975 veröffentlicht wurde, zeigten jüngere Literaturhistoriker und Verleger wenig Interesse an ihm und seine Werke erschienen in keiner der wichtigen Anthologien der neuseeländischen Lyrik, die 1956, 1960 und 1985 veröffentlicht wurden. Sein heutiges dichterisches Ansehen beruht deshalb ausschließlich auf God defend New Zealand. Es ist möglich, dass diese Anerkennung weniger auf Brackens Worte als vielmehr auf die leicht erkennbare Melodie von Woods beruht. Dennoch bleibt das Gedicht Brackens einziges ständiges dichterisches Vermächtnis.

## Veröffentlichungen
- The Haunted Vale, 1867
- Behind the Tomb, 1871
- Pulpit Pictures, Essays, 1876
- Flowers of free Lands, 1877
- Lays of the Land of the Maori and Moa, 1884
- Musings in Maoriland, 1890
- Dear Old Bendigo, Autobiografie, 1892
- Lays and lyrics: God’s own country and other poems, 1893
- Tom Bracken’s Annual, 1896, 1897

posthume Veröffentlichungen
- Not understood and other poems, 1905, letzte Neuauflage 1956
- Ballads, 1975